# Hasta que el dinero nos separe
 (срп. Док нас новац не растави) мексичка је теленовела, продукцијске куће Телевиса, снимана 2009.

## Синопсис
Понекад тренутак непажње може заувек променити нашу и судбину других.
Рафаел Медина повучен је и одговоран човек, који жели да се убије јер га је најбољи пријатељ опљачкао и оставио на улици. Желећи да изазове саобраћајну несрећу, у којој ће изгубити живот, Рафаел случајно гурне други ауто у провалију. Испуњен болом, он ипак односи жртву у болницу, која је у ствари веома лепа жена чији је живот у опасности. Без новца којим би платио кауцију, Рафаел прводи ноћ у затвору, a она је пребачена на хитну операцију. Ситуација је озбиљна, али најгоре буде када Алехандра, жртва несреће, поврати свест после компликоване операције и заклиње се да ће се осветити „животињи“ која јој је уништила живот.
Алехандра је одлучна да пошаље Рафаела у затвор, али њен вереник, Марко, је одговора од те идеје. Говори јој да је боље да јој он плати сав медицински трошак, који болница није покрила, што и уради.
Истина је та, Рафаел је маријачи, и тај новац може видети само у сну. Стога је Алехандра та која запошљава лукцкастог маријачија у својој агенцији за продају аутомобила, где га стално понижавају, потцењују и не дају ни тренутка мира. Рафаел се нада да ће својим напорним радом, исплатити свој дуг. У међувремену, Алехандра осећа јаку привлачност према Рафаелу, и обострано је, али обоје се у ствари крију под маском равнодушности.

## Глумачка постава

### Главне улоге
| Глумац:         | Улога:                                     |
| --------------- | ------------------------------------------ |
| Итати Канторал  | Алехандра Алварез дел Кастиљо (Адвокатица) |
| Педро Фернандез | Рафаел Медина                              |

### Споредне улоге
| Глумац:            | Улога:                      |
| ------------------ | --------------------------- |
| Виктор Норијега    | Марко Велензуела            |
| Луз Елена Гонзалес | Викторија Вики              |
| Лало "Ел Мимо"     | Висенте Чавез               |
| Карлос Камара      | Франциско Белтран           |
| Серхио Корона      | Хорхе Алварез               |
| Родриго Видал      | Хаиме дел Ринкон            |
| Хари Гејтнер       | Едгар Марино                |
| Карлос Бонавидес   | Рамиро Хименез              |
| Франсес Ондивиела  | Росаура Суарез              |
| Дијана Голден      | Исабел Дуарте               |
| Карлос Игнасио     | Херман Рамирез              |
| Клаудија Тројо     | Сусана Хадад                |
| Ерика Гарсија      | Хулијета Медина Нуњез       |
| Габи Рамирез       | Овидиа                      |
| Ектор Сандарти     | Нелсон Оспина               |
| Норма Лазарено     | Росарио Алварез дел Кастиљо |
| Летисија Педригон  | Леонор Нуњез де Медина      |
| Серхио де Фасио    | Исмаел Дуењас               |
| Алисија Маћадо     | Карен Сандовал              |
| Џоана Бенедек      | Маријан Селесте             |
| Ана Бекоа          | Руби                        |
| Пиетро Ванучи      | Гиљермо                     |